# Ersachus variegatus
Ersachus variegatus är en skalbaggsart som beskrevs av Wilhelm Ferdinand Erichson 1847. Ersachus variegatus ingår i släktet Ersachus och familjen lerstrandbaggar. Inga underarter finns listade i Catalogue of Life.